# Đảo Bắc (New Zealand)

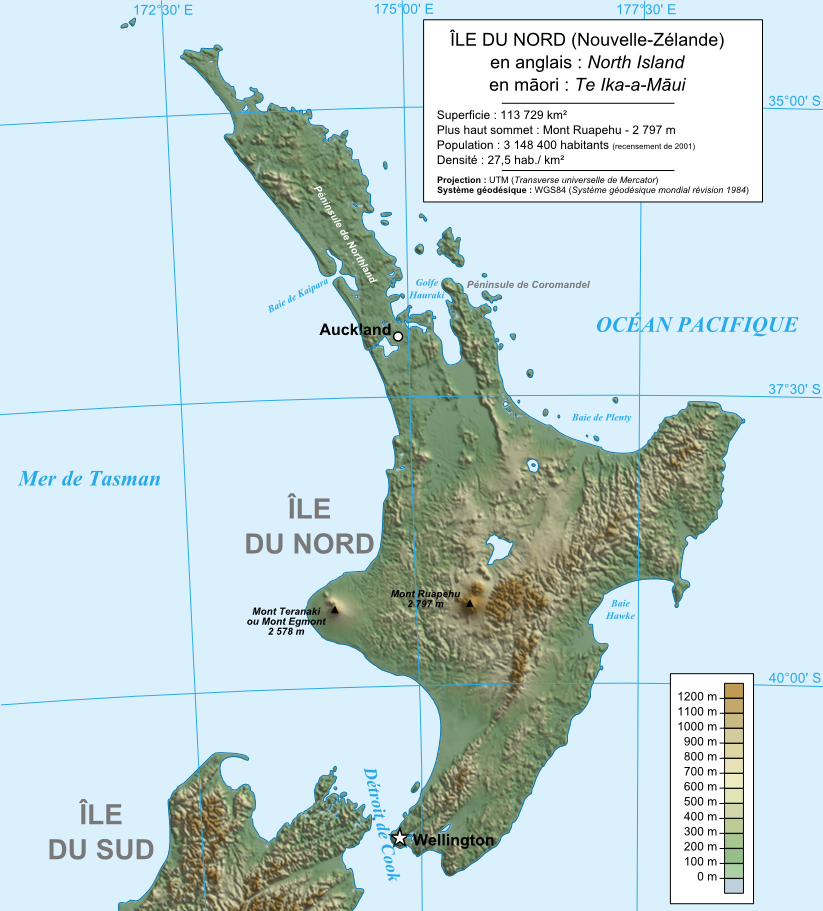
Bản đồ hình thể đảo Bắc (New Zealand

Đảo Bắc là một trong 2 đảo chính của New Zealand (đảo còn lại là đảo Nam). Đảo này có diện tích là 113.729 km², là đảo lớn thứ 14 trong các đảo trên thế giới. Đảo có số dân ước tính là 3.250.700 người (tháng 6/2008).
Đảo có 8 thành phố quan trọng, đặc biệt là thành phố Auckland - thành phố lớn nhất của New Zealand - cùng các thành phố New Plymouth, Tauranga, Gisborne, Napier, Hamilton, Palmerston North và thủ đô Wellington, tọa lạc tại vùng cực nam của đảo. Khoảng 76% dân số của New Zealand sống trên đảo này.
Theo thần thoại của người Māori, đảo Bắc và đảo Nam của New Zealand xuất hiện do hành động của á thần Māui. Māui và các anh em đi bắt cá trên một chiếc xuồng. Māui bắt được một con cá lớn và lôi lên xuồng. Khi Māui không chú ý, thì các anh em tranh giành nhau và chém cá ra. Con cá lớn này trở thành đảo Bắc, do đó Māui đặt tên cho đảo này là Te Ika-a-Māui (con cá của Māui). Các núi và thung lũng được hình thành là bởi các vết chém vào cá của các anh em Māui (còn chiếc xuồng trở thành đảo Nam).

## Các vùng của đảo Bắc
Đảo có 9 vùng hành chánh, bao gồm cả các đảo nhỏ lân cận: 

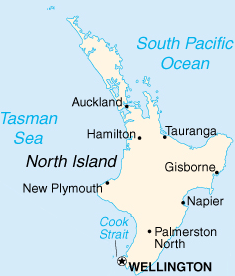

- Northland
- Auckland
- Bay of Plenty
- Gisborne
- Waikato
- Taranaki
- Manawatu-Wanganui
- Hawkes Bay
- Wellington

## Các thành phố
- Auckland
- Gisborne
- Hamilton
- Hastings
- Levin
- Lower Hutt
- Masterton
- Napier
- New Plymouth
- Palmerston North
- Paraparaumu
- Porirua
- Pukekohe
- Rotorua
- Taupo
- Tauranga
- Wanganui
- Whangarei
- Upper Hutt
- Wellington

## Các điểm địa lý
- Mũi Reinga
- East Cape
- Mũi Palliser
- Eo biển Cook
- Hikurangi Trench
- Hồ Taupo
- Mt Maunganui Beach
- Vườn quốc gia Tongariro
- Taumatawhakatangihangakoauauotamateapokaiwhenuakitanatahu
- Sông Waikato
- Waipoua Kauri Forest
- Hang động Waitomo
- Ninety Mile Beach